# Дорожная полиция Ирана
Доро́жная поли́ция Сил правопоря́дка Исла́мской Респу́блики Ира́н (перс. پلیس راهنمایی و رانندگی ناجا‎) — одна из правоохранительных органов Ирана, структурное подразделение Сил правопорядка Исламской Республики Иран.
Дорожная полиция Ирана была организована 1 апреля 1991 года, сразу после образования Сил правопорядка Исламской Республики Иран, в составе данного правоохранительного органа. До этого, функцию дорожной полиции в Иране выполняли Шахрбани и Жандармерия Ирана.

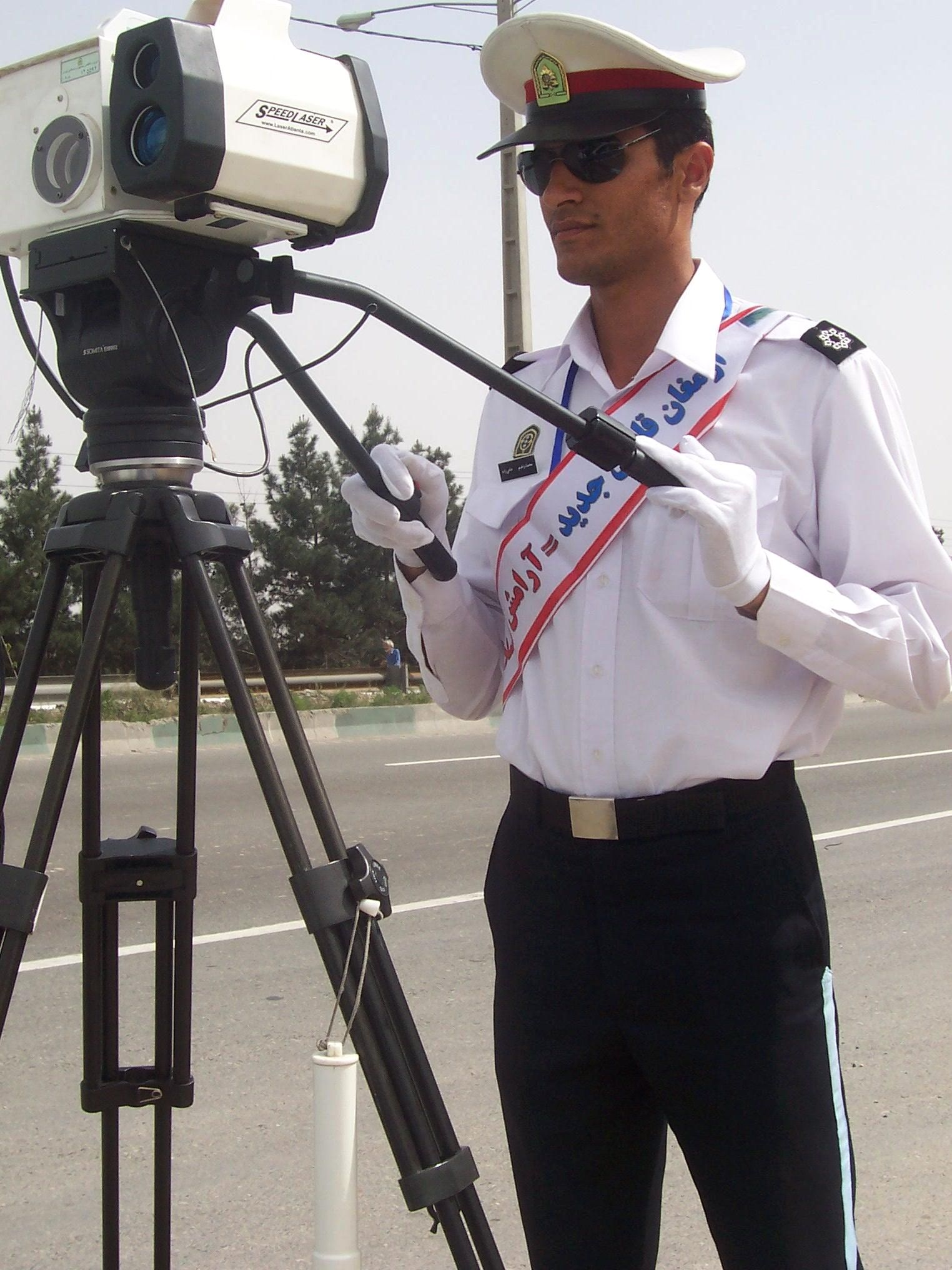
Иранский дорожный полицейский

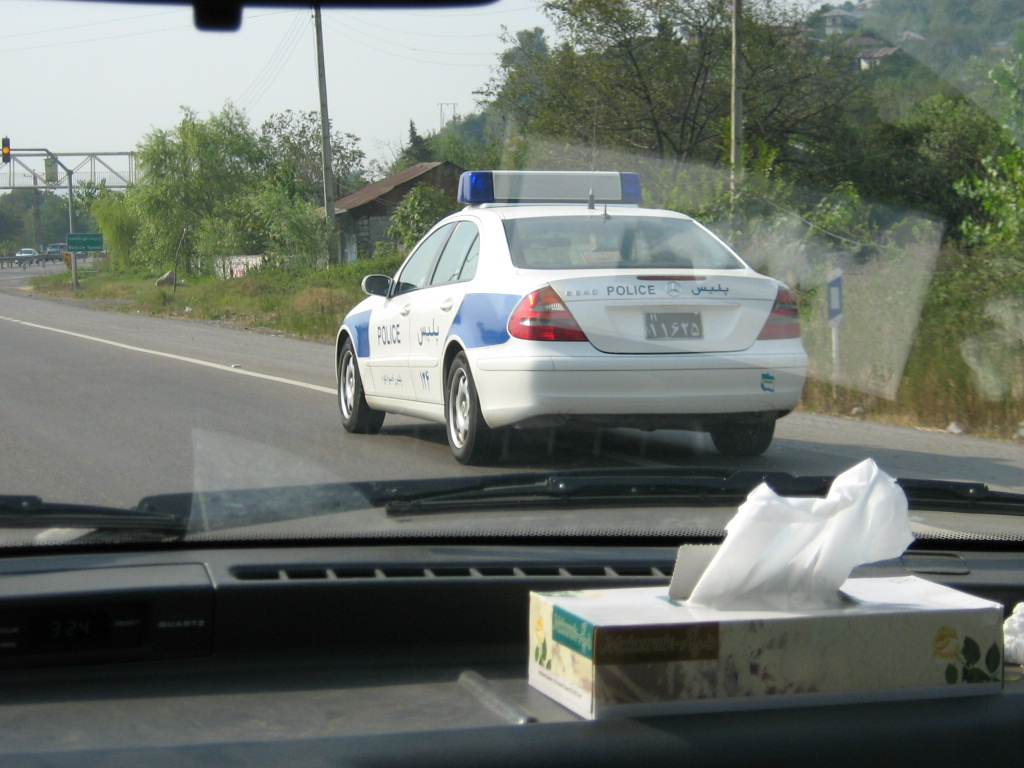
Автомобиль иранской дорожной полиции

Задачами иранской дорожной полиции являются сохранение здоровья и имущества участников дорожного движения, защита их законных прав и интересов, а также интересов общества и государства, обеспечение безопасного и бесперебойного движения транспортных средств, предупреждение и пресечение преступлений и административных правонарушений в области дорожного движения, выполнение других обязанностей, возложенных на подразделения дорожной полиции.
Основным видом служебного автомобиля дорожной полиции Ирана являются седаны Iran Khodro Samand. Также иранская дорожная полиция использует автомобили таких марок как Mercedes-Benz, Peugeot, Toyota и Hyundai. Также часть иранских дорожных полицейских пользуется мотоциклами и скутерами различных марок и моделей.
В Иране широко распространена местная аббревиатура дорожной полиции — РАХВАР (RAHVAR — راهور).